# Conrad Heidenreich
Conrad Heidenreich (* 19. Mai 1873 in Eutin; † 26. Juni 1937 Berlin; vollständiger Name: Conrad Georg Heidenreich) war ein deutscher Architekt, der mit Paul Michel ein gemeinsames Büro betrieb. Bekannt wurden Heidenreich und Michel vor allem durch die Errichtung des Weinhauses Huth in Berlin-Mitte an der Potsdamer Straße sowie durch die Berliner Waldbühne. Die noch erhaltenen Bauten in Berlin stehen weitestgehend unter Denkmalschutz.

## Leben
Conrad Heidenreich war der Sohn des Eutiner Tischlermeisters Conrad Christian Heidenreich (1840–1901) und erlernte nach dem Besuch der allgemeinbildenden Schule in Hamburg zunächst ebenfalls diesen Beruf.
Nach dem Architekturstudium in Berlin gründete Conrad Heidenreich um 1905 gemeinsam mit Paul Michel das Architekturbüro Heidenreich und Michel in Charlottenburg. Sie entwarfen und realisierten unter anderem ein mehrgeschossiges Wohnhaus, das Eckgebäude Kaiserdamm 26 / Königin-Elisabeth-Straße 1, in das sie mit ihren Familien im Jahr 1908 einzogen. Es folgten u. a. weitere Wohnbauten am Kaiserdamm: Nr. 27 und Nr. 28, beide von 1909/1910, stehen heute noch, Nr. 33 und Nr. 36 wurden im Zweiten Weltkrieg zerstört. Im Jahr 1911 trat der Maurermeister Emil Schmidt in das Architekturbüro ein, dem die Ausführungen der Pläne oblagen. Heidenreich und Michel beteiligten sich an etlichen Architekturwettbewerben auch für Firmen wie die AEG oder die Daimler-Motoren-Gesellschaft.
Heidenreich war Mitglied im Bund Deutscher Architekten. Sein Sohn Konrad Robert Heidenreich (1912–1945) wurde ebenfalls Architekt und gehörte in den 1930er Jahren zum Mitarbeiterstab des Architekten Werner March, wo er für die Planungen der Berliner Waldbühne verantwortlich war. Im Herbst 1943 wurde das Büro der Firma durch Bomben zerstört. Private Briefe und Fotografien des Architekten Konrad Robert Heidenreich befinden sich bei Nachkommen in Kanada.

## Bauten und Entwürfe (Auswahl)

### In alleiniger Urheberschaft
- 1904: Wettbewerbsentwurf von Grundriss-Skizzen für die Bebauung an der Frobenstraße der Berliner Terrain- und Bau-Aktiengesellschaft (prämiert mit einem von zwei 2. Preisen)[3]
- 1905: Mädchenschule in Spremberg[4]

### In BüroHeidenreich und Michel
- um 1908: einige Gebäude für Grube Marga der Ilse Bergbau AG in Senftenberg (Architekt der benachbarten  Kolonie Marga: Georg Heinsius von Mayenburg)[1]
- 1908: Wettbewerbsentwurf für den Neubau des Rathauses in Delmenhorst[5]
- 1910–1911: Wohnhaus (heutiger) Theodor-Heuss-Platz 10 / Reichsstraße 108 in Charlottenburg bei Berlin[1][6]
- 1910–1911: Weinhaus Huth in Berlin, Alte Potsdamer Straße 5[1][7]
- 1911: Wettbewerbsentwurf für die Königin-Luise-Gedächtnis-Kirche mit Pfarrhaus in Breslau (ausgezeichnet mit einem von vier Ankäufen)[8]
- 1911–1912: Wohn- und Geschäftshaus für den Kaufmann Otto Schuster in Berlin, Theodor-Heuss-Platz 12 / Heerstraße 2[1][9]
- 1912: Lager und Werkstätten für die Berliner Niederlassung der Benz & Cie. AG in Berlin-Charlottenburg, Salzufer 2/3[1][10]
- weitere Schulgebäude, Villen, Kirchen in der Neumark[1]
- 1928: Wohnanlage in Berlin-Westend, Brixplatz 2/8[11]